# Matière de Bretagne
Pour les articles homonymes, voir Bretagne (homonymie).

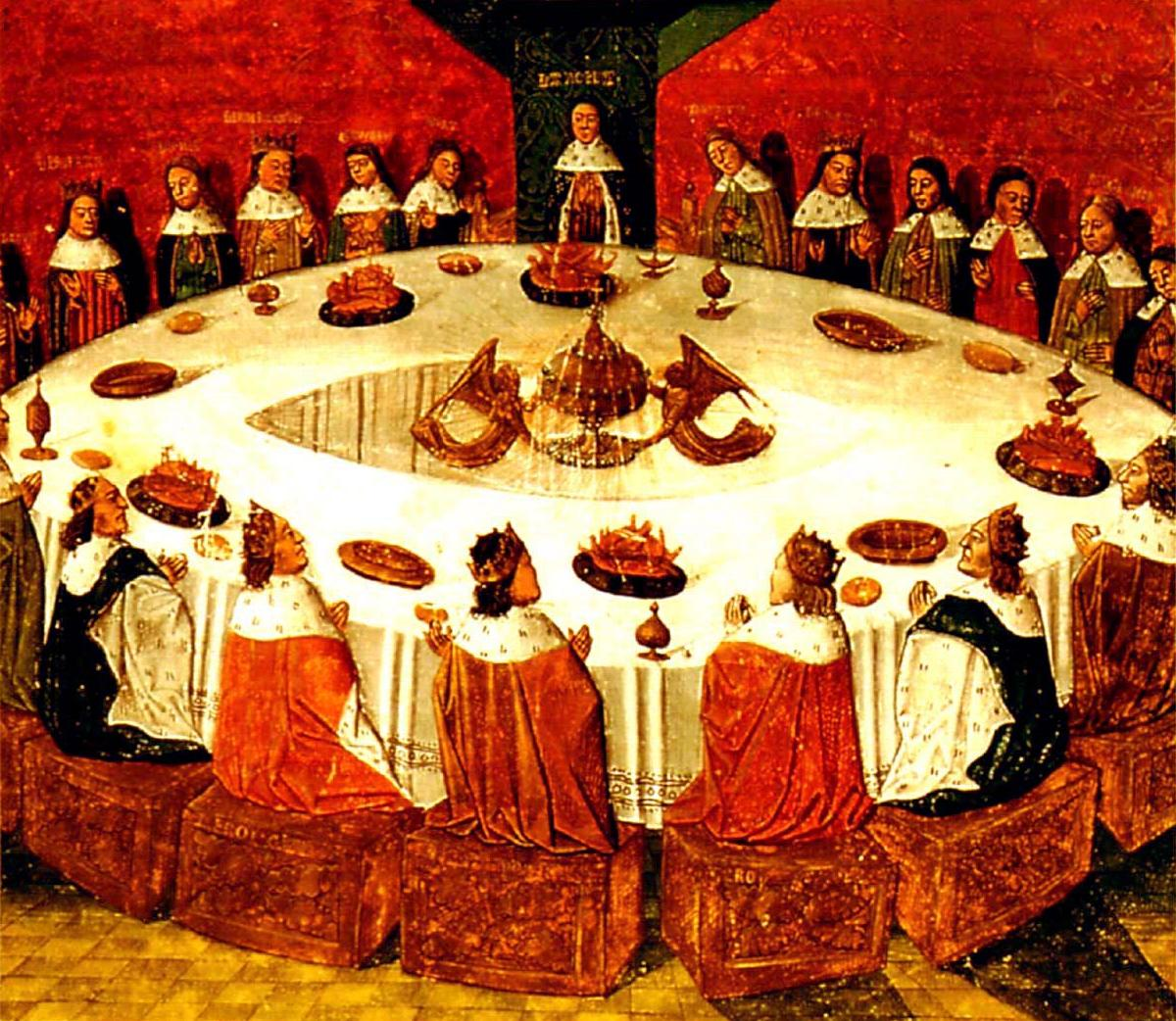
Représentation de la table ronde du roi Arthur, un des cycles de la matière de Bretagne. Evrard d'Espinques, 1470

La matière de Bretagne désigne l'ensemble des textes écrits au Moyen Âge autour des légendes de la Grande-Bretagne, de l'Armorique actuelle, et dans une moindre mesure de la Gaule du Nord-ouest, notamment celles du cycle arthurien. Elle représente la tradition celtique, par opposition à la tradition carolingienne de la matière de France et aux traditions latines et antiques de la matière de Rome.

## Origine de la notion de «matière»
L'expression « matière de Bretagne » provient du prologue de la Chanson des Saisnes « la Chanson des Saxons » en ancien français de Jean Bodel (1165-1210). Aux vers 6 à 11, le poète, soucieux de situer son œuvre dans le champ littéraire de son époque, évoque trois matières littéraires :
| Ne sont que .iij. matieres à nul home antandant : De France et de Bretaigne et de Rome la grant. Et de ces .iij. matieres n'i a nule semblant. Li conte de Bretaigne sont si vain et plaisant ; Cil de Rome sont sage et de san aprenant ; Cil de France de voir chascun jor apparant. | Il n'existe que trois matières : celles de France, de Bretagne et de Rome. Ces trois matières ne se ressemblent pas. Les contes de Bretagne sont tellement irréels et séduisants ! Tandis que ceux de Rome sont savants et chargés de signification et que ceux de France voient chaque jour leur authenticité confirmée ! |

Il s'agit là de la première occurrence d'une classification tripartite des œuvres littéraires médiévales en fonction de leur sujet. Le terme de « matière » doit en effet se comprendre comme « matériau thématique et narratif hérité de telle ou telle tradition ». Les auteurs inscrivent leur œuvre dans l'une ou l'autre de ces traditions facilement identifiables par le lecteur ou l'auditeur. Le prologue présente généralement des éléments explicites qui permettent de savoir d'emblée à quelle matière se rattache l'œuvre que l'on va lire ou écouter.

## Les différents genres de «matières»
Jean Bodel, et la plupart des auteurs médiévaux à sa suite, distinguent ainsi trois types de sujets littéraires, qui émanent de trois traditions, populaires ou savantes :

### La matière de Rome
La matière de Rome renvoie à l'héritage antique. Cet héritage ancien est transmis par des textes latins assez tardifs, qui ont assuré la continuité de la tradition grecque. Plusieurs romans exploitent cette matière dès le XIIe siècle et connaissent une grande diffusion : le Roman d'Alexandre, qui retrace l'histoire d'Alexandre le Grand, le Roman de Thèbes, autour de la lignée œdipienne, le Roman d'Eneas, qui s'inspire de l’Énéide, le Roman de Troie, qui reprend la trame de l'Iliade. Les héros de ces romans appartiennent donc à cet âge d'or antique que les auteurs médiévaux s'approprient et adaptent assez librement à leurs propres modèles idéologiques et esthétiques.

### La matière de France
Correspondant aux légendes épiques nées en France autour de la figure de Charlemagne, dans le sillage de la Chanson de Roland, la matière de France se déploie surtout dans la chanson de geste, genre très prolifique aux XIIe et XIIIe siècles. Là encore, il s'agit d'une exploitation libre de légendes anciennes, puisque les hauts faits de l'empereur et de ses barons remontent au début du IXe siècle et que les premiers textes qui chantent leurs louanges datent de la fin du XIe siècle. Les sources de ces œuvres semblent davantage orales, mais l'hypothèse « traditionaliste » d'une transmission continue d'origine populaire depuis l'époque de Charlemagne est remise en cause depuis les travaux de Joseph Bédier.

### La matière de Bretagne
Elle concerne tous les textes qui trouvent leur source dans les légendes celtiques[réf. nécessaire]. Ces légendes, d'origine populaire, ont circulé sous diverses formes sur le continent dès le premier tiers du XIIe siècle. Marie de France évoque ainsi des lais bretons, probablement chantés, qu'elle désigne comme source de ses propres lais. La plupart des auteurs français qui reprennent ces légendes s'inspirent cependant de sources écrites, toutes plus ou moins dérivées de l'Historia Regum Britaniae, de Geoffroy de Monmouth, écrite en 1138. La « mise en roman » de cette chronique en 1155 par Wace dans son Roman de Brut lance définitivement la vogue de la légende arthurienne.
Les différentes matières correspondent donc à différents types de sources, mais aussi à différents genres littéraires : roman antique, roman arthurien ou roman breton, geste carolingienne… chacune de ces catégories élabore au fil des œuvres des codes qui lui sont propres et se constitue un réservoir de motifs et d'éléments textuels spécifique.

### Limites de cette classification
La classification de Jean Bodel témoigne cependant d'une vision volontairement cloisonnée et incomplète de la littérature. Les matières ne sont en effet pas étanches entre elles au Moyen Âge. Les romans antiques ne sont pas fermés au merveilleux breton, et le roman arthurien accueille volontiers des motifs antiques. La chanson de geste s'ouvre largement à l'aventure sur le modèle des romans bretons à partir du XIIIe siècle : ainsi, le nain Aubéron, fils de Jules César et de la fée Morgane, est la manifestation éclatante de cette porosité des matières littéraires.
Par ailleurs, de nombreuses œuvres narratives médiévales sont inclassables selon le système de Jean Bodel : il existe en effet, depuis le XIIe siècle et bien au-delà du Moyen Âge, des romans d'aventure non arthuriens, qui mettent en scène des couples de personnages confrontés aux aléas du réel. Ces chevaliers et nobles jeunes filles ne s'accomplissent ni dans le combat chevaleresque ni dans l'aventure féerique, ou du moins pas seulement, mais dans la mise à l'épreuve de leur amour réciproque dans un monde hostile. Héritiers de romans grecs ou byzantins, incarnations littéraires de légendes populaires (occidentales ou orientales) ou développements narratifs autonomes à partir de motifs issus d'autres romans, ces récits ne renvoient pas à un type de source ou de tradition spécifique. Ils sont regroupés par la critique en catégories dont les noms disent assez la difficulté à dépasser la classification de Jean Bodel : romans réalistes, romans gothiques, romans idylliques... Christine Ferlampin-Acher propose l'appellation « romans du troisième type », par opposition aux romans arthuriens et aux romans antiques.

## La matière de Bretagne
On donne le nom de « matière de Bretagne » à un ensemble de légendes et de chansons, diffusées à l'origine par des jongleurs gallois et armoricains, et qui alimentèrent, entre 1150 et 1250 environ, un certain nombre de romans appelés romans bretons.
Cette matière se caractérise par la présence de thèmes merveilleux qui trahissent un fond païen et un mysticisme proprement celtique[réf. nécessaire].
La matière de Bretagne connut une fortune littéraire considérable après la publication en français de l'Historia regum Britanniae de Geoffroy de Monmouth, qui rendit populaires, avant 1150, des personnages comme le roi Arthur et Merlin l'Enchanteur. Les romans bretons font, avec les romans antiques (la « matière de Rome »), partie d'un ensemble qui se distingue de la chanson de geste (la « matière de France ») par l'emploi de l'octosyllabe à rimes plates, puis de la prose, et par une inspiration qui cesse d'être nationale.

### Liste partielle de lalégende arthurienne
- 1165 : Chrétien de Troyes : Érec et Énide
- 1172 : Thomas : Tristan
- 1176 : Chrétien de Troyes : Cligès
- 1179 : Chrétien de Troyes : Le Chevalier à la charrette
- 1180 : 
  - Marie de France : Lais
  - Chrétien de Troyes : Le Chevalier au lion
- 1181 :
  - Béroul : Tristan
  - Chrétien de Troyes : Le Conte du Graal
- 1210 : Perlesvaus
- 1225 : Continuations du Conte du Graal
- 1220-30 : Lancelot
- 1230 : La Mort le roi Artu
- 1235 : Tristan en prose

### Le cycle arthurien

#### Lancelot ou le Chevalier de la charrette
Écrit par Chrétien de Troyes entre 1176 et 1181 à la demande de Marie de Champagne, ce roman rédigé en vers octosyllabiques est connu par trois manuscrits différents. Sa rédaction est probablement parallèle à celle d’Yvain ou le Chevalier au Lion, car on trouve dans cet autre roman plusieurs allusions à l'enlèvement de la reine Guenièvre par Méléagant.
Lancelot ou le Chevalier de la charrette est le titre le plus couramment utilisé. Cependant, les manuscrits qui en ont conservé le texte ne comportent pas de titre. Les indications qui figurent dans les manuscrits sont les suivantes :
- au début du texte : « Del Chevalier de la Charrete / Comance Crestïens son livre » ;
- à la fin du texte : « Godefroiz de Leigni, li clers, / A parfinee La Charrete » ;
- l'explicit : « Ci faut li romans de Lancelot de la charrete ».

On trouve aussi : Le Chevalier à la charrette ; Lancelot ou le Chevalier à la charrette ; Le roman du Chevalier de la Charrette.
Chrétien n'a pas terminé ce roman, qui a été achevé par « le clerc Godefroi de Lagny », avec son accord, nous précise le texte : « Godefroiz de Leigni, li clers, / A parfinee La Charrete / Mes nus hom blasme ne l'an mete / Se sor Crestïen a ovré / Car ç'a il fet par le boen gré / Crestïen, qui le comença ».
Le roman met en scène Lancelot qui part en quête pour délivrer la reine Guenièvre, prisonnière de Méléagant.
C'est un très bon exemple de la fin'amor ou amour courtois, amour idéal, dans la littérature du Moyen Âge. Ce terme désigne une série de règles qui régissent le rapport entre un amant et sa dame. La dame est toujours de rang supérieur à l'amant, et celui-ci doit accomplir des prouesses et des sacrifices pour montrer son caractère extraordinaire et son dévouement à l'être aimé.
Dans ce roman, la reine Guenièvre est la dame aimée de Lancelot et enlevée par Méléagant. Lancelot part la délivrer, mais pour réussir dans cette quête, il doit accomplir des prouesses et réaliser des sacrifices, qui sont autant d'épreuves dans son parcours initiatique.
Les épreuves les plus importantes du roman sont celles à caractère sacrificiel : l'une d'elles donne son nom au roman, car Lancelot se résout à monter dans une charrette de condamné conduite par un bouvier, signe d'opprobre à l'époque médiévale, afin de sauver sa dame. Lancelot hésite toutefois pendant « deux pas », révélant son caractère faillible et sa réluctance à devenir un paria de la chevalerie et à trahir son code d'honneur. La deuxième épreuve à caractère sacrificiel est la traversée du Pont de l'Épée, qui lui permettra d'aller dans le royaume de Baudemagus (père de Méléagant) pour sauver la reine Guenièvre.
La théorie suivante est développée par Ribart dans son œuvre critique Le Chevalier de la Charrette. Lancelot, sous l'apparence de l'amant courtois type, est une figure christique. Ce roman est à la fois un roman courtois et une allégorie christique, car en sauvant la reine, Lancelot rétablit l'équilibre du monde. De plus, certains voient, dans la soumission de Lancelot, des valeurs chrétiennes : humilité, soumission et sacrifice de soi. Ce thème sera traité de façon encore plus évidente dans son Perceval ou le Conte du Graal.

#### Yvain ou le Chevalier au lion
Écrit vers 1176 en octosyllabes, Yvain ou le Chevalier au lion puise aussi son inspiration dans la matière de Bretagne, et probablement à la même source que le conte gallois Owein (ou Le Conte de la Dame à la fontaine), qui ne lui serait pas antérieur, mais aurait été davantage composé d'après une source commune dont il ne reste aucune trace. Cette œuvre nous est connue grâce à neuf manuscrits différents.

### Le Cycle du Graal
Le Cycle du Graal reprend l'ensemble des quêtes que les chevaliers de la Table Ronde menèrent afin de retrouver le Graal, qui selon la légende permit à Joseph d'Arimathie de recueillir le sang du Christ alors que celui-ci agonisait sur la croix.
- Lancelot en prose
- Perceval en prose
- Perceval ou le Conte du Graal
- Perlesvaus

Jean Markale (1928-2008) a repris la plupart des épisodes relatifs à la légende arthurienne dans une série de huit romans : Le Cycle du Graal.

### La matière tristanienne
Le récit de Tristan de Loonois est une légende celtique, comme le démontrent les lieux évoqués dans le roman : la Cornouailles, l'Irlande, le pays de Galles... Il a sans doute été rédigé à la cour d'Angleterre, rassemblement de seigneurs normands, bretons et flamands possessionnés sur les deux rives, et de là, se serait propagé dans tout le territoire Plantagenêt. Deux manuscrits retrouvés, l'un de Béroul et celui de Thomas de Londres (datant de la même époque, entre 1170 et 1175) proposent des versions plus ou moins différentes, ce qui prouve la circulation de la légende à travers l'Europe. Les manuscrits, écrits en anglo-normand, sont malheureusement incomplets. Celui de Béroul ne comporte que 4484 vers (ce qui correspond par chance aux épisodes centraux) sur les 12000 octosyllabes estimés. Pour ce qui est du roman de Thomas de Londres, il ne reste que 3696 vers racontant la mort des héros. C'est grâce à d'autres récits qu'il a été possible de reconstituer les épisodes manquants (comme l'enfance de Tristan, ou son mariage avec Iseult aux Mains Blanches).
Le récit met en scène Tristan qui vit dans la tristesse, sa mère étant morte à sa naissance. Il devient, après plusieurs péripéties, l’homme de confiance du roi Marc qui se trouve être son oncle. Après que ses origines soient révélées, Tristan doit affronter le géant irlandais Morholt. Le chevalier finit par le tuer mais, gravement blessé, il est abandonné sur une barque. Iseult la Blonde, magicienne, soigne ses blessures. Tristan se rend en Cornouailles où son oncle le roi Marc le déclare comme son héritier. Le roi découvre un cheveu blond d’Iseult ramené par Tristan et décide d’épouser la personne à qui appartient ce cheveu. Tristan doit donc repartir pour l’Irlande afin d’aller chercher Iseult la Blonde. Mais, pendant le voyage de retour sur le vaisseau de Marc, les deux jeunes gens boivent le « vin herbé » et tombent amoureux l’un de l’autre, alors qu'il s’agissait d’un puissant philtre d’amour destiné à Marc et Iseult. Marc épouse Iseult à son arrivée, mais les amants trouvent le moyen de se voir. Le roi Marc le découvre et les condamne. Tristan parvient à s’enfuir mais Iseult ne peut le suivre. Elle est abandonnée aux lépreux. Elle est finalement sauvée par son amant et tous deux fuient dans la forêt du Morois où ils s’installent dans une hutte.
Mais leur bonheur n'est que de courte durée car ils sont découverts par un forestier qui en informe le roi. Celui-ci se rend sur place. Il gracie les amants lorsqu’il voit que l’épée de Tristan est posée entre leurs deux corps endormis. Le roi bannit tout de même le chevalier et Iseult doit subir l’épreuve du feu afin de prouver sa fidélité.
Banni, Tristan erre, et tente d’oublier sa bien-aimée. Il se marie donc avec Iseult aux Mains Blanches. Mais il ne l’aime pas, rien ne pouvant entraver sa passion pour Iseult la Blonde. Alors il repart pour la cour du roi Marc, où, déguisé en fou, il peut approcher Iseult la Blonde. Mais le roi le reconnaît et Tristan est chassé. Blessé après un affrontement, et sur le point de mourir, il est rejoint par son amante qui accourt à son chevet. Arrivant trop tard, Iseult la Blonde se couche contre Tristan et meurt de douleur et de chagrin. Les deux amants sont enterrés séparément mais deux arbres poussent sur leurs tombes, entrecroisant leurs branchages. Une autre version de la fin propose que les deux amants soient enterrés ensemble et que les troncs de deux arbres proches s’enlacent.